# Argemiro Méndez Pérez
Argemiro Méndez Pérez (Puerto Rondón, 1944) es un ingeniero y político colombiano, quien se desempeñó como Intendente de Arauca.

## Biografía
Nació en Puerto Rondón, en la Comisaría de Arauca, en 1944. Ingeniero de petróleos de profesión, fue jefe de la división de hidrocarburos del Ministerio de Minas y Energía y jefe de producción de Shell.
Afiliado al Partido Liberal, se desempeñó brevemente como Intendente (Gobernador) de Arauca, bajo el gobierno de César Gaviria Trujillo. En las elecciones regionales de 1991 se presentó como candidato a la Gobernación de Arauca, sin éxito.
Bajo el gobierno de Andrés Pastrana Arango sirvió como director de la Corporación Autónoma Regional de la Orinoquía. También fue decano de la Universidad de las Américas.